# 9127 Брюскоен
9127 Брюскоен (9127 Brucekoehn) — астероїд головного поясу, відкритий 30 квітня 1998 року.
Тіссеранів параметр щодо Юпітера — 3,188.